# Феріати
Феріати (рос. ферриаты, англ. ferriates, нім. Ferriate n pl) – мінерали-солі двоосновної кислоти Н2Fe2O4 (напр., магнетит – FeFe2O4). В мінералогії розглядаються як складні оксиди.